# Ава Гарднър
Ава Лавиния Гарднър (на английски: Ava Lavinia Gardner, произнася се Ейва) е американска филмова актриса.
Включена е в списъка на Американския филмов институт (AFI), бидейки сред най-големите филмови звезди на всички времена. Получава номинации за Оскар за филма „Могамбо“ (1953 г.), където партнира на Кларк Гейбъл и БАФТА-награди за филмите „На брега“ (1959 г.) и „Нощта на игуаната“ (1964 г.). През 1999 г. Американският филмов институт включва Гарднър под Номер-25 в класацията на най-големите жени звезди на класическото холивудско кино.

## Биография
Ава Гарднър е родена през 1922 г., близо до земеделската общност в Грабтаун, Северна Каролина. Нейните родители са бедни фермери, занимаващи се с отглеждане на памук и тютюн. Единственият документиран произход на Гарднър е английски. Тя е най-малкото от общо 7 деца. Има двама по-големи братя, Реймънд и Мелвин, и 4 по-големи сестри – Беатриче/Беатрис, Елси Мей, Инес и Мира. Тя е отгледана в майчината си вяра, баптизъм.
Докато децата са още малки, семейството губи бизнеса си при пожар. Това заставя Джонас Гарднър да работи на дъскорезница и като готвач и иконом в близкото училище в Броген. Когато Ава Гарднър е на 7 години, семейството решава да опита късмета си в голям град, в Нюпорт Нюз, Вирджиния, където бащата през 1938 г. заболява и умира от бронхит, когато Ава е на 15 години. После семейството се премества в Рок Ридж, близо до Уилсън, Северна Каролина. Там Ава посещава гимназия и я завършва през 1939 г. След това около година посещава секретарски класове в Атлантическия християнски колеж в Уилсън.
Докато Ава Гарднър посещава сестра си Беатрис в Ню Йорк през 1941 г., нейният съпруг Лари Тар, професионален фотограф, предлага да ѝ направи снимка, която поставя на предното стъкло на своето фотографско студио на Пето авеню и благодарение на която е забелязана и лансирана във филмовата компания MGM. Скоро след като Гарднър пристигна в Лос Анджелис, среща актьора Мики Руни, за когото се омъжва на 10 януари 1942 г. Развеждат се през 1943 г. най-вече заради неговите изневери, но скриват причината за да не навреди на кариерата му. Вторият ѝ брак - с джазмена Арти Шоу, който преди това е женен за Лана Търнър - продължава от 1945 до 1946 г. Шоу. Третият й и последен брак е с певеца и актьор Франк Синатра, когото в автобиографията си отбелязва, като любовта на живота си. Синатра се развежда със съпругата си Нанси Барбато, за да се ожени за Ава, след което те остават съпрузи от 1951 г. до 1957 г., но дружбата им продължава до края на живота й.
След 1955 г. се преселва в Испания, а към 1968 г. - в Англия. Посещава СССР за да се снима във фентъзи-филма "Синята птица" (1976), съвместен проект на "Ленфилм" и "Туентиът Сенчъри Фокс". Последният й филм е Regina Roma (1982). Впоследствие се изявява главно по телевизията, като актриса в сериали. 
В последните й години здравето й значително се влошава. Умира от пневмония в Лондон, Великобритания през 1990 г.

## Избрана филмография
| Година | Филм                                    | Оригинално заглавие                  | Роля            | Режисьор      |
| ------ | --------------------------------------- | ------------------------------------ | --------------- | ------------- |
| 1952   | Снеговете на Килиманджаро               | The Snows of Kilimanjaro             | Синтия Грийн    | Хенри Кинг    |
| 1953   | Могамбо                                 | Mogambo                              | Елоиз Кели      | Джон Форд     |
| 1959   | На брега                                | On the Beach                         | Мойра Дейвидсън | Стенли Крамър |
| 1972   | Животът и времената на съдията Рой Бийн | The Life and Times of Judge Roy Bean | Лили Лангтри    | Джон Хюстън   |